# (94556) Janstarý
(94556) Janstarý est un astéroïde de la ceinture principale.

## Description
(94556) Janstarý est un astéroïde de la ceinture principale. Il fut découvert le 11 novembre 2001 à l'observatoire d'Ondřejov par Petr Pravec et Peter Kušnirák. Il présente une orbite caractérisée par un demi-grand axe de 2,31 UA, une excentricité de 0,19 et une inclinaison de 1,9° par rapport à l'écliptique.